# Ольховец (Черкасская область)
Ольхове́ц (укр. Вільховець) — село в Звенигородском районе Черкасской области Украины. Вблизи села протекают реки Поповка и Малиновка. В 8 километрах от села находится райцентр Звенигородка, а в 12 километрах — одноимённая железнодорожная станция.
Население по переписи 2001 года составляло 3048 человек. Занимает площадь 13,274 км². Почтовый индекс — 20260 — 20262. Телефонный код — 4740.

## История

### XVII—XVIII века
Согласно архивным данным первое упоминание о селе относится к 1633 году. Тогда оно относилось к Звенигородскому статостату.
Следующее упоминание о селе относится к 1648 году и до 160 годов, когда территория села относилась к белоцерковскому полку Войска запорожского. Запись об этом была сделана в 1649 году в «Реестре Войска Запорожского 1649 года». В селе проживали 100 человек казацкого сословия, один из которых, Степан Луценко, был сотников и управлял селом. В этот же период из примечательных событий случилась остановка в селе русских послов Стрешенькова и Бредихина, направлявшихся в Переяслав.
К 1645 году сельским главой стал Мартин Шафраненко, при нём была проведена первая перепись населения в селе, которая определила, что в себе проживают по 158 человек казачьего и мещанского сословия. К тому времени городок был обнесён 2 стоячими шпорами (ограждением) с 1 башней и 4 воротами. В селе так же имелись 3 церкви: соборная церковь святого Николая чудотворца и церкви Успения Богородицы, а также Святой троицы.
В 50-е годы XVII века селом руководил Даниил Выговский, который 20 мая 1659 года получил подтверждение своих прав на власть от польского короля.
60-е годы XVII века в истории села отмечены поддержкой проходившего тогда противопольского восстания. Случилось это в феврале 1664 года, когда через село проходила повстанческая армия Дмитрия Сулимы (Сулимика). Тогда к войску присоединилось большое количество Ольховчан. Но уже в марте 1664 года к селу подошли и осадили его войска гетмана Павла Тюри и помогавшее ему войско Себастьяна Моховского. А в ночь с 16 на 17 марта осаждавшим удалось взять в плен а позже и расстрелять по подозрению в сотрудничестве с повстанцами бывшего гетмана ныне руководителя города Ивана Выговского. Однако в начале апреля им пришлось снять осаду, так и не взяв город окончательно, чтобы перебросить силы на защиту осаждаемого повстанцами Чегирина. Однако из-за многочисленных боевых действий так или иначе затрагивавших город количество его населения значительно сократилось. Эту ситуацию ухудшило то, что во время продвижения через город турецко-татарских захватчиков в 1677—1678 город был в значительной мере ограблен и разрушен, так же погибла значительная часть населения. Этот факт послужил тому, что в истории XVIII века село практически не упоминается.

### XIX век
Первое упоминание о городке после опустошивших его событий XVII века было в 1816 году. Согласно переписи населения там проживало 2850 человек. А в 1843 году в городе стали строить первое промышленное предприятие: сахарный завод на месте старой винокурни. Однако техническое содержание предприятия очень долго оставляло желать лучшего. Работали на предприятии в основном крепостные крестьяне. Проживавшие недалеко от предприятия в бараках и трудившиеся по 12—14 часов в сутки. В 1860-е годы предприятие пережило значительную модернизацию, увеличение гидравлических прессов и увеличить количество выпускаемой продукции до 18 625 пудов сахара песка в год. Та же в городке было 2 кирпичных завода. Но всё же основная часть населения занималась земледелием. Очередная перепись населения в начале 1860-х годов зафиксировала 3776 жителей проживавших в 513 дворах.
После начала крестьянской реформы помещиком для приобретения крестьянами выделялась в основном малопригодная для возделывания земля. Всего было выделено 95 тягловым дворам по десятин полевой земли. 314 пешим дворам по 4 десятины и ещё 104 дворам полевая земля не досталась вовсе. А в 1863 году был принят закон от 30 июня о том, что за полученную землю в течение 49 лет ежегодно должны были выплачивать по 3 рубля 30 копеек за каждую десятину земли. Либо отработка это суммы в качестве повинности по 80 дней в году из которых 48 в летний период.
Из-за столь тяжёлых условий освобождения от крепостного права множились крестьянские протесты, не обошедшие стороной и Ольховец. Так в 1866 году трёх крестьян из ольховца, Муленко, Олифиренко и Кривошеева даже судила Киевская палата уголовного суда, по подозрению в подстрекательстве крестьян к неуплате выкупных платежей. Однако подавить полностью протестную активность это не смогло. И следующий крупный инцидент произошёл 14 октября 1888 года, когда более 70 рабочих сахарного завода устроили забастовку, в результате которой произошла драка с приказчиками, а позднее 59 рабочих уехали по месту постоянного жительства в Гайданский уезд Подольской губернии.
Недовольство крайне невыгодными условиями наделения землёй бывших крепостных крестьян продолжилось и в 90 ые годы XIX века. Эти настроения усиливал и неурожай, случившийся в 1892 году. Который достиг таких масштабов, что встал вопрос о использовании зерна из имеющихся запасов.
1893 год в Ольховке был отмечен массовыми порубками барских деревьев в лесах, а также и в барском парке. Крайнее возмущение вызвали события, когда надзиратели князя Потоцкого захватили крестьянский скот на выпасе. Масштабы вырубки деревьев достигли таких масштабов, что местная полиция уже не справлялась с ситуацией. И 8 февраля 1893 года Киевский вице губернатор просил департамент полиции послать на подмогу местной полиции драгунский полк. И только после этого массовые возмущения удалось остановить. Дела бунтовщиков рассматривала судебная палата в Умани. За сопротивление представителям власти были осуждены 10 человек, из которых 7 женщин. Суд лишил осуждённых всех имущественных прав. Женщин отправил в тюрьмы на полгода, а мужчин — на тот же срок в арестантские роты.

### XX век
В первые годы 20 века положение крестьян продолжало оставаться тяжёлым. На 1900 год в Ольховце на 1027 дворах проживали 5378 человек. А из 5394 десятин земли 2103 принадлежало Потомкому и ещё 3208 церквям. Беднеющее крестьянство всё чаще стало покидать свои земли и в качестве батраков идти на всё увеличивающиеся промышленные предприятия. Так на сахарном заводе в начале века трудились 391 мужчина и 27 женщин. На кирпичном заводе было 10 рабочих. Так же в себе были 4 водяные и 122 ветряные мельницы. А также 4 кузницы. Но и на этих предприятиях работники не могли рассчитывать на высокие заработки. Мастера зарабатывали по полтора рубля в день. Рабочие в лучшем случае по 50 копеек но части и по 25—30 копеек в сутки.
Недовольство Ольховчан сильно увеличили революционные события, охватившие значительные территории России в 1905—1906 годах. Как в плане активизации борьбы за свои права, так и недовольства, усиленные во время подавления революционных событий. Ситуация в Ольховце так обострилась, что подавить антипомещицкие выступлений в январе 1906 года удалось лишь с помощью регулярных войск. Волну недовольства удалось пустить на спад, но не полностью ликвидировать. Так ещё в ноябре 1907 года был арестован Ольховчанин Ф. П. Школьный, за агитацию против царского самодержавия.
Столыпинская реформа, начатая в начале десятых годов XX века лишь усугубила имущественное расслоение крестьян: так из 1004 дворов, имевшихся в селе в 1912 году, 21 имело на всех 272 десятины земли, а 54 хозяйства было безземельными, остальные в своём владении имели совсем незначительные участки земли.
Инфраструктура села также значительно отставала от растущих потребностей населения. Так была лишь одна аптека и одна больница с тремя фельдшерами, и 2 школы — одна начальная, построенная в 1858 году, и двухклассная, построенная в этом 1912 году, мест в которых было недостаточно и большинство крестьянских детей оставались неграмотными.
Начало в 1914 году первой мировой войны лишь ещё больше усугубила все имеющиеся уже проблемы. Реквизиции лошадей и продуктов питания для армии, а также гибель на фронтах многих сельчан и, как следствие, сиротство их детей довели социальное напряжение до предела.

#### Гражданская война
После революционного 1917 года советская власть в селе установилась в феврале 1918 года. Для наделения землёй, отнятой у помещиков и церкви, а также орудиями труба был создан Ревком. Земля предоставлялась из расчёта 0,5 десятины на одного едока.
Однако Советская власть в этот период истории была нестабильной. Так в марте 1918 года село перешло под управление австро-немецкими войсками, а в декабре того же года — под властью директории. 4 марта 1919 года на несколько недель в селе опять установилась Советская власть, затем в селе были белая армия и повстанцы атамана Грызла. И лишь в конце декабря 1919 года части Красной армии при поддержке партизан окончательно установили в селе советскую власть.

#### В межвоенный период
Уже в 1920 году, как только в селе окончательно укрепилась советская власть, свою работу возобновили сахарный и кирпичный заводы, а в 1923 году появилось и сельскохозяйственное кредитное товарищество.
В первой половине 1920-х годов село ожидали и некоторые административно-территориальные изменения. Так в ноябре 1920 года село Ольховец стало волостным центром Звенигородского уезда киевской губернии. А 7 марта 1923 года стало центром одноимённого Ольховецкого района, который позже был перенесён в Рыжановку с переименованием района в Рыжановский. С 1926 и до сегодняшнего дня центром района является Звенигородка.
К 1925 году в себе основано товарищество по совместному обрабатыванию земли «Луч», а к 1929 году таких предприятий было уже 9 и они были преобразованы в четыре артели «Октябрь» и три артели имени Ленина, Ворошилова и Шевченко.
По воспоминаниям жителей села в голодные годы начала 30 годов в селе умерло 106 человек.
К началу Второй мировой войны в селе действовали начальная и средняя восьмилетняя школы.

#### Во время второй мировой войны
После начала Великой Отечественной войны на фронт в общей сложности ушли воевать 800 сельчан. Из них 750 награждены различными воинскими наградами.
Под немецкой оккупацией село находилось с 29 июля 1941 по 5 марта 1944 года. На короткий период с 4 по 20 февраля 1944 года Красная армия брала контроль над селом, но не смогла удержать и оно вновь переходило к немцам.
За время оккупации в Германию из села было отправлено 478 человек. А в боях за село при отступлении и наступлении Красной армии погибли 548 человек. Для увековечивания их памяти после войны в селе были сделаны 5 братских могил.

#### Послевоенный период
Уже в 1944 году была восстановлена работа сахарного завода. А в 1950 году в результате объединения сельскохозяйственных артелей были созданы 2 колхоза: «Октябрь» и имени Ленина. А в 1959 году в результате слияния единый колхоз получил название им. Ленина. В его ведении находилось 6000 гектаров земли. В селе в этот период была больше всего развита мясная, свекольная и зерновая сфера сельского хозяйства.
В июле 1995 года Кабинет министров Украины утвердил решение о приватизации находившегося здесь сахарного завода.
В январе 2000 года было возбуждено дело о банкротстве сахарного завода.

## Персоналии
- В селе родился, жил после войны и умер Герой Советского Союза Николай Любарский.
- Левченко, Иван Федотович (1911—?) — государственный деятель УССР, председатель Исполнительного комитета Хмельницкого областного Совета.

## Местный совет
20260, Черкасская обл., Звенигородский р-н, с. Ольховец